# 真克
真克（匈牙利语：Gyönk）是匈牙利的城鎮，位於該國南部，由托爾瑙州負責管轄，面積38.12平方公里，始建於1806年，鎮上的信義宗教堂建於1896年，2011年人口2,009，其中約四成居民信奉天主教。